# Glaucina elongata
Glaucina elongata är en fjärilsart som beskrevs av George Duryea Hulst 1896. Glaucina elongata ingår i släktet Glaucina och familjen mätare. Inga underarter finns listade i Catalogue of Life.